# Laxá í Aðaldal
Pour les articles homonymes, voir Laxá.
Le Laxá í Aðaldal ou Laxá est un fleuve d'Islande situé dans le Nord du pays. Il constitue l'émissaire du Mývatn et se jette dans l'océan Arctique. L'intégralité de son cours est inclus dans l'aire de conservation de Mývatn-Laxá. Le cours supérieur du Laxá í Aðaldal emprunte la Laxárdalur, une vallée située entre deux plateaux.

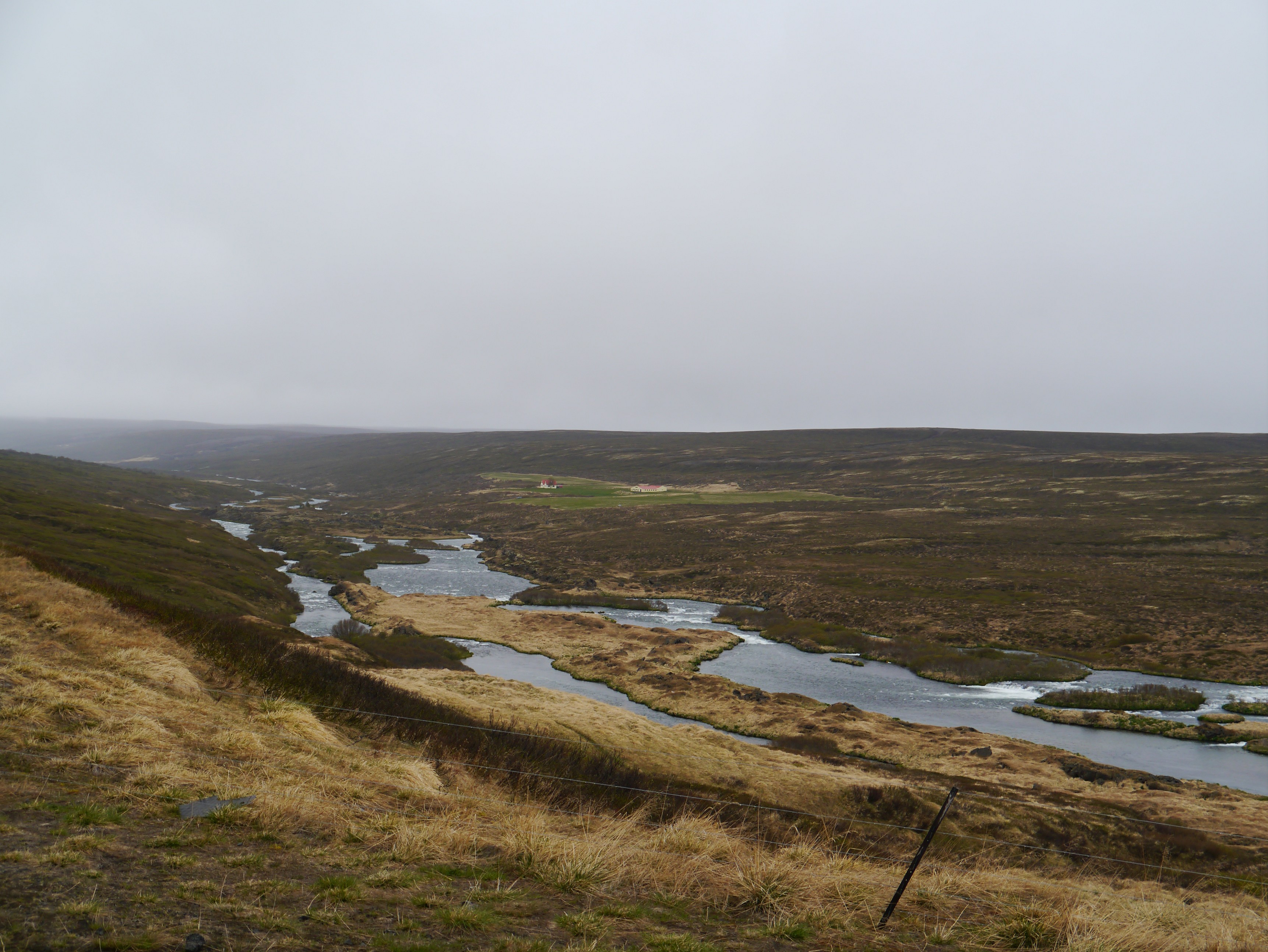
Vue du Laxá í Aðaldal s'engageant dans la Laxárdalur juste en aval du Mývatn.